# 东南亚友好合作条约
宏觀《东南亚友好合作条约》（英語：Treaty of Amity and Cooperation in Southeast Asia，缩写），是由东南亚国家联盟主导的、体现了东南亚各国和永久和平、友好合作的普遍原则的、提供东南亚地区及其他地区国家间关系的具有法律约束力准则的条约。

## 历史
《东南亚友好合作条约》由东南亚国家联盟发起国于1976年2月24日在印度尼西亚巴厘岛举行的东盟第一次首脑会议上签署，最初有印度尼西亚、马来西亚、新加坡、菲律宾和泰国5个签约国，东盟其他成员国后续在1995年7月27日前都加入了《条约》。《条约》于1987年、1998年、2010年进行了三次修订。截至2023年7月，《东南亚友好合作条约》有 51 个缔约方。
1987年修改的条约中，东盟邀请东南亚地区以外国家加入《条约》，以便建立信心、促进和平与安全，并推动地区繁荣。1989年7月6日，巴布亚新几内亚加入《条约》，成为第一个加入该条约的东南亚以外国家。
2003年10月，中国-东盟首脑会议在巴厘岛召开。会议期间中国与东盟组织和各国高官共同举行了中国加入《东南亚友好合作条约》的仪式，并将彼此关系升格为“面向和平与繁荣的战略伙伴关系”。中国成为第一个加入《条约》的东南亚以外大国。当时的东盟国家和国际舆论给予积极评价，认为此举夯实了中国—东盟互利合作的国际法基础，使得双边关系更加制度化、法律化，增进了彼此关系的稳定性与连续性，有利于和平解决中国与东盟国家间的各类争端，同时体现了中国更深融入经济全球化进程并在地区和国际事务中发挥建设性作用的决心和行动，有助于加快地区经济一体化进程，培育新的东亚国际体系。
2009年7月22日，美国国务卿希拉里·罗德姆·克林顿签署美国加入《东南亚友好合作条约》协议书（Instrument of Accession to the Treaty of Amity and Cooperation）。与此同时，东盟十个国家的外交部长签署扩大《东南亚友好合作条约》协议书，（Instrument of Extension of the Treaty of Amity and Cooperation in Southeast Asia），完成美国入约程序。 美国加入《条约》的行动是美国希望与东盟在区域和全球重大事务中进行更深入和更有效接触的象征。

## 缔约国
下表按加入日期列出各缔约国：
| 国家           | 备注           |
| -------------- | -------------- |
| 印度尼西亞     | 1976年2月24日  |
| 马来西亚       | 1976年2月24日  |
| 菲律賓         | 1976年2月24日  |
| 新加坡         | 1976年2月24日  |
| 泰國           | 1976年2月24日  |
|                | 1984年1月7日   |
|                | 1989年7月6日   |
|                | 1992年6月29日  |
| 越南           | 1992年7月22日  |
| 柬埔寨         | 1995年1月23日  |
| 緬甸           | 1995年7月27日  |
| 中华人民共和国 | 2003年10月8日  |
| 印度           | 2003年10月8日  |
| 日本           | 2004年7月2日   |
| 巴基斯坦       | 2004年7月2日   |
|                | 2004年11月27日 |
| 俄羅斯         | 2004年11月29日 |
| 新西兰         | 2005年7月25日  |
| 蒙古国         | 2005年7月28日  |
|                | 2005年12月10日 |
| 法國           | 2006年7月20日  |
| 东帝汶         | 2007年1月13日  |
|                | 2007年8月1日   |
| 斯里蘭卡       |                |
|                | 2008年7月24日  |
| 美国           | 2009年7月23日  |
| 加拿大         | 2010年7月23日  |
| 土耳其         | 2010年7月23日  |
| 欧洲联盟       | 2012年7月12日  |
| 英国           | 2012年7月12日  |
| 巴西           | 2012年11月17日 |
| 挪威           | 2013年7月1日   |
| 智利           | 2016年9月6日   |
| 埃及           | 2016年9月6日   |
| 摩洛哥         | 2016年9月6日   |
| 阿根廷         | 2018年8月1日   |
| 伊朗           | 2018年8月1日   |
| 秘魯           | 2019年7月31日  |
| 巴林           | 2019年11月2日  |
| 德国           | 2019年11月2日  |
| 哥伦比亚       | 2020年11月10日 |
| 古巴           | 2020年11月10日 |
| 南非           | 2020年11月10日 |
| 丹麦           | 2022年8月3日   |
| 希腊           | 2022年8月3日   |
| 荷蘭           | 2022年8月3日   |
| 阿曼           | 2022年8月3日   |
|                | 2022年8月3日   |
| 阿联酋         | 2022年8月3日   |
| 乌克兰         | 2022年11月10日 |
| 沙烏地阿拉伯   | 2023年7月12日  |
| 科威特         | 2023年9月4日   |
| 巴拿马         | 2023年9月4日   |
| 塞爾維亞       | 2023年9月4日   |
| 盧森堡         | 2024年10月10日 |
| 阿尔及利亚     | 2025年7月9日   |
| 乌拉圭         | 2025年7月9日   |